# District de Rumoi

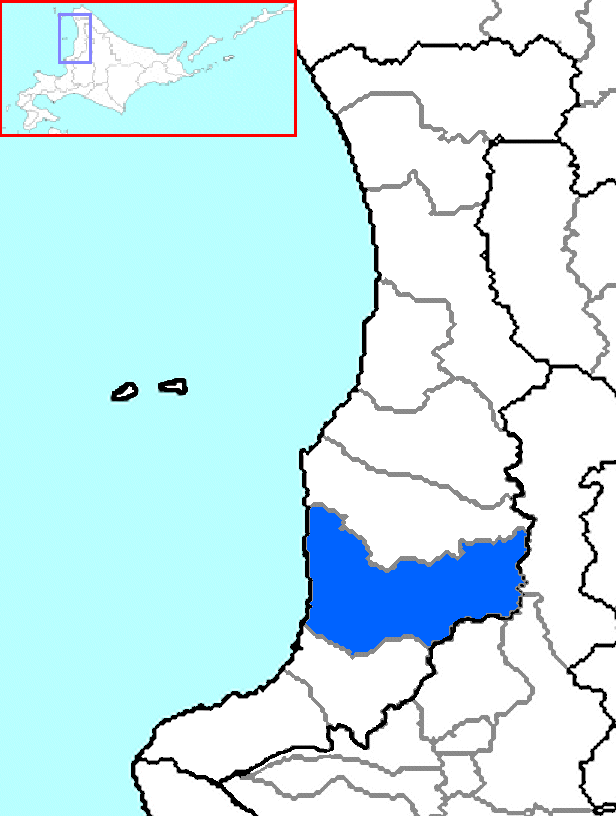
Le district de Rumoi dans la sous-préfecture de Rumoi.

Le district de Rumoi (留萌郡, Rumoi-gun) est un district de la sous-préfecture de Rumoi au Japon.
Au 1er mars 2015, sa population était estimée à 3 366 habitants pour une superficie de 627,22 km2.

## Commune du district
- Obira